# Công viên Cảnh quan Rừng Knyszyn
Công viên cảnh quan Puszcza Knyszyńska (Rừng Knyszyn) (Park Krajobrazowy Puszczy Knyszyńskiej) là một khu vực được bảo vệ (công viên cảnh quan) ở Podlaskie Voivodeship của vùng đông bắc Ba Lan.

## Địa lý
Nó bảo vệ một khu vực rộng 744,47 kilômét vuông (287,44 dặm vuông Anh).
Nó được thành lập vào năm 1988 và là Khu vực bảo vệ đặc biệt của Natura 2000 EU.
Công viên cảnh quan chứa 20 khu bảo tồn thiên nhiên.

### Các hạt và Gminas
Công viên Cảnh quan thiên nhiên nằm trong Podlaskie Voivodeship và nằm ở:
- Quận Białystok ở Gmina Czarna Białostocka, Gmina Gródek, Gmina Michałowo, Gmina Supraśl và Gmina Wasilków
- Quận Mońki ở Gmina Knyszyn
- Quận Sokółka ở Gmina Sokółka, Gmina Janów, Gmina Krynki và Gmina Szudziałowo